# Virla
Virla est un village de la commune de Kose du comté de Harju en Estonie.
Au 31 décembre 2011, le village compte 20 habitants.